# 狼牙土豆

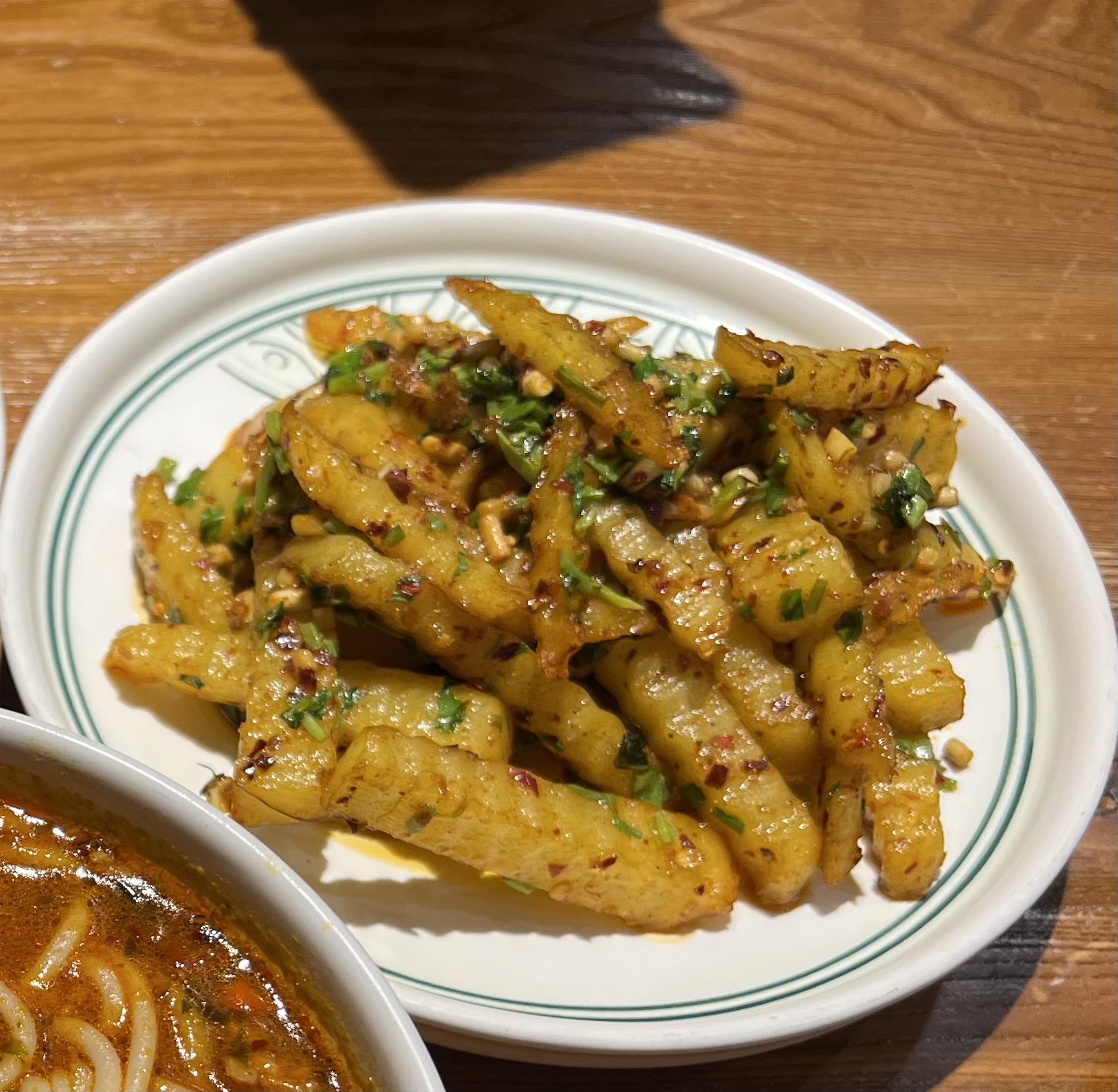

狼牙土豆是一种起源于四川特色小吃，在其他地方也被称为炸洋芋。其制作方法为将去皮土豆用波浪刀切成波浪状的粗长条，油炸至熟透后捞出，再与蒜末、折耳根、香菜、葱花等辅料及孜然、花椒粉、辣椒粉等调味料搅拌均匀即可。有观点认为狼牙土豆由四川小吃天蚕土豆改进而来，另有观点认为二者是同一种小吃的不同称呼。